# الدوري الكولومبي لكرة القدم
الدوري المحترفين الكولومبي لكرة القدم (Categoría Primera A) يشار إليه أيضا بأسم لا ليغا ديمايور (Liga BetPlay Dimayor) ؛ وهو دوري الدرجة الأولى لبطولة الدوري الكولومبي لكرة القدم، ويتنافس فيه عشرين ناديًا في الموسم العادي، منذ تأسيس الدوري عام 1948، تم تتويج 14 فريقًا كأبطال لكرة القدم الكولومبية. النادي الأكثر نجاحًا هو أتلتيكو ناسيونال برصيد 16 لقباً.

## التاريخ
قبل عام 1948 لم يكن هناك دوري كرة قدم محترف في كولومبيا، على الرغم من أن اللعبة استغرقت بعض الوقت لتتطور في شعبيتها. كانت البطولة الوطنية 1918 هي أول بطولة تُلعب بين الأندية الكولومبية، تليها بطولة كأس (معركة بوياكا المئوية - Centenario Batalla de Boyacá). يعتبر إنديبندينتي ميديلين هو أقدم نادٍ بقي كنادي محترف، والذي تأسس في 15 أبريل 1913. تم تنظيم البطولة الأولى من قبل الاتحاد الكولومبي لكرة القدم و ديمايور DIMAYOR عام 1948. اشترك عشرة فرق في هذه البطولة الأولى، ودفعوا الرسوم المطلوبة البالغة 1000 بيزو. وقع كل فريق من بوغوتا وكالي ومانيزاليس وبيريرا ، بالإضافة إلى فريق واحد من بارانكويلا. تم تسجيل 252 لاعباً في بطولة ذلك العام ، 182 منهم كولومبيون ، و13 أرجنتينيًا ، و8 من بيرو ، و5 أوروغواي ، و2 تشيلي ، و2 إكوادوري ، و 1 دومينيكي ، و1إسباني.
بعد فترة وجيزة من تأسيس الدوري ، اندلعت الخلافات بين الهيئة التي تحكم كرة القدم للهواة في كولومبيا و ديمايور (الهيئة المنظمة وراء الدوري الوطني الجديد). انفصل ديمايور عن الهيئة ، وأعلن أنه سيعمل بشكل مستقل عن قواعد ولوائح الاتحاد الدولي لكرة القدم. رداً على ذلك ، عاقبت الفيفا كرة القدم الكولومبية، وحظرت المنتخب الوطني وجميع أنديه من المنافسة الدولية. تُعرف هذه الفترة ، التي استمرت من عام 1949 إلى عام 1954 ، باسم إلدورادو.
بعيدًا عن أن يكون وقتًا عصيبًا على كرة القدم الكولومبية، كان هذا العصر الذهبي في كولومبيا، ولم تعد هناك حاجة لدفع رسوم انتقال إلى أندية من دول أخرى، بدأت الأندية الكولومبية في استيراد النجوم من جميع أنحاء أمريكا الجنوبية وأوروبا. ازدهر الحضور، وأدى التوسع في الإقبال على منافسات الأندية إلى إنشاء كوبا كولومبيا في عام 1950. وكانت هذه المنافسة الإقصائية تُلعب بشكل متقطع على مدار الـ 58 عامًا التالية ولم تصبح بطولة سنوية إلا في عام 2008. على الرغم من عودة النجوم إلى بلادهم عندما عادت كولومبيا إلى الحظيرة الدولية في عام 1954، إلا أنه لم ينس ذلك العصر أبدًا.
في عام 1968، اتبعت رابطة كرة القدم الكولومبية النمط الجديد الذي ظهر في أمريكا الجنوبية من خلال استبدال البطولة التي استمرت لمدة عام بدورتين أقصر. وأصبحت تتنافس الأندية الكولومبية في بطولتين في السنة ؛ ال Apertura من فبراير إلى يونيو و Finalización من يوليو إلى ديسمبر، والتي أصبحت بطولات مستقلة في عام 2002.
تم إعادة هيكلة الدوري مرة أخرى في عام 1991، مع إضافة الدرجتين الثانية والثالثة. تم إلغاء إصدار عام 2002 من الدرجة الثالثة لأسباب اقتصادية، وتوقف عن منح الترقية للدرجات الاحترافية في عام 2003 حتى تم إسقاطه أخيرًا في عام 2010.

## الكأس
تم استخدام نفس الكأس لإحياء ذكرى البطل السنوي منذ عام 1948، وتبقى النسخة الأصلية في مقر ديمايور ومحفورة بجميع أسماء الأندية الأبطال، يتم تقديم نسخة طبق الأصل للفائز كل عام لتزيين غرفة الكأس الخاصة به.

## قائمة الأبطال
| النادي                | الفائزون | الوصيف | سنوات الفوز | سنوات الوصيف                                                                                 |
| --------------------- | -------- | ------ | --- | -------------------------------------------------------------------------------------------- |
| أتلتيكو ناسيونال      | 16       | 11     | 1954, 1973, 1976, 1981, 1991, 1994, 1999, 2005–I, 2007–I, 2007–II, 2011–I, 2013–I, 2013–II, 2014–I, 2015–II, 2017–I | 1955, 1965, 1971, 1974, 1988, 1990, 1992, 2002–I, 2004–I, 2004–II, 2018–I                    |
| نادي ميلوناريوس       | 15       | 9      | 1949, 1951, 1952, 1953, 1959, 1961, 1962, 1963, 1964, 1972, 1978, 1987, 1988, 2012–II, 2017–II                      | 1950, 1956, 1958, 1967, 1973, 1975, 1984, 1994, 1995–96                                      |
| أمريكا دي كالي        | 15       | 7      | 1979, 1982, 1983, 1984, 1985, 1986, 1990, 1992, 1996–97, 2000, 2001, 2002–I, 2008–II, 2019–II, 2020                 | 1960, 1969, 1987, 1991, 1995, 1999, 2008–I                                                   |
| ديبورتيفو كالي        | 9        | 14     | 1965, 1967, 1969, 1970, 1974, 1995–96, 1998, 2005–II, 2015–I                                                        | 1949, 1962, 1968, 1972, 1976, 1977, 1978, 1980, 1985, 1986, 2003–II, 2006–I, 2013–II, 2017–I |
| أتلتيكو جونيور        | 9        | 10     | 1977, 1980, 1993, 1995, 2004–II, 2010–I, 2011–II, 2018–II, 2019–I                                                   | 1948, 1970, 1983, 2000, 2003–I, 2009–I, 2014–I, 2015–II, 2016–I, 2019–II                     |
| إنديبنديينتي سانتا في | 9        | 6      | 1948, 1958, 1960, 1966, 1971, 1975, 2012–I, 2014–II, 2016–II                                                        | 1963, 1979, 2005–I, 2013–I, 2017–II, 2020                                                    |
| إنديبندينتي ميديلين   | 6        | 10     | 1955, 1957, 2002–II, 2004–I, 2009–II, 2016–I                                                                        | 1959, 1961, 1966, 1993, 2001, 2008–II, 2012–II, 2014–II, 2015–I, 2018–II                     |
| أونس كالداس           | 4        | 2      | 1950, 2003–I, 2009–I, 2010–II                                                                                       | 1998, 2011–II                                                                                |
| ديبورتيس توليما       | 2        | 6      | 2003–II, 2018–I | 1957, 1981, 1982, 2006–II, 2010–II, 2016–II                                                  |
| ديبورتيفو باستو       | 1        | 3      | 2006–I | 2002–II, 2012–I, 2019–I                                                                      |
| ديبورتيس كوينديو      | 1        | 2      | 1956 | 1953, 1954                                                                                   |
| Cúcuta Deportivo      | 1        | 1      | 2006–II | 1964                                                                                         |
| Boyacá Chicó          | 1        | —      | 2008–I | —                                                                                            |
| Unión Magdalena       | 1        | —      | 1968 | —                                                                                            |
| La Equidad            | —        | 3      | — | 2007–II, 2010–I, 2011–I                                                                      |
| أتليتيكو هويلا        | —        | 2      | — | 2007–I, 2009–II                                                                              |
| Boca Juniors          | —        | 2      | — | 1951, 1952                                                                                   |
| Real Cartagena        | —        | 1      | — | 2005–II                                                                                      |
| أتليتيكو بوكارامانغا  | —        | 1      | — | 1996–97                                                                                      |

مصدر : RSSSF